# Tmesisternus nigrofasciatus
Tmesisternus nigrofasciatus es una especie de escarabajo del género Tmesisternus, familia Cerambycidae. Fue descrita científicamente por Aurivillius en 1908.
Habita en Papúa Nueva Guinea. Esta especie mide 11,5-15,5 mm.